# Volci Arecomici

Localizzazione dei Volci e delle loro migrazioni in Europa e nei Balcani

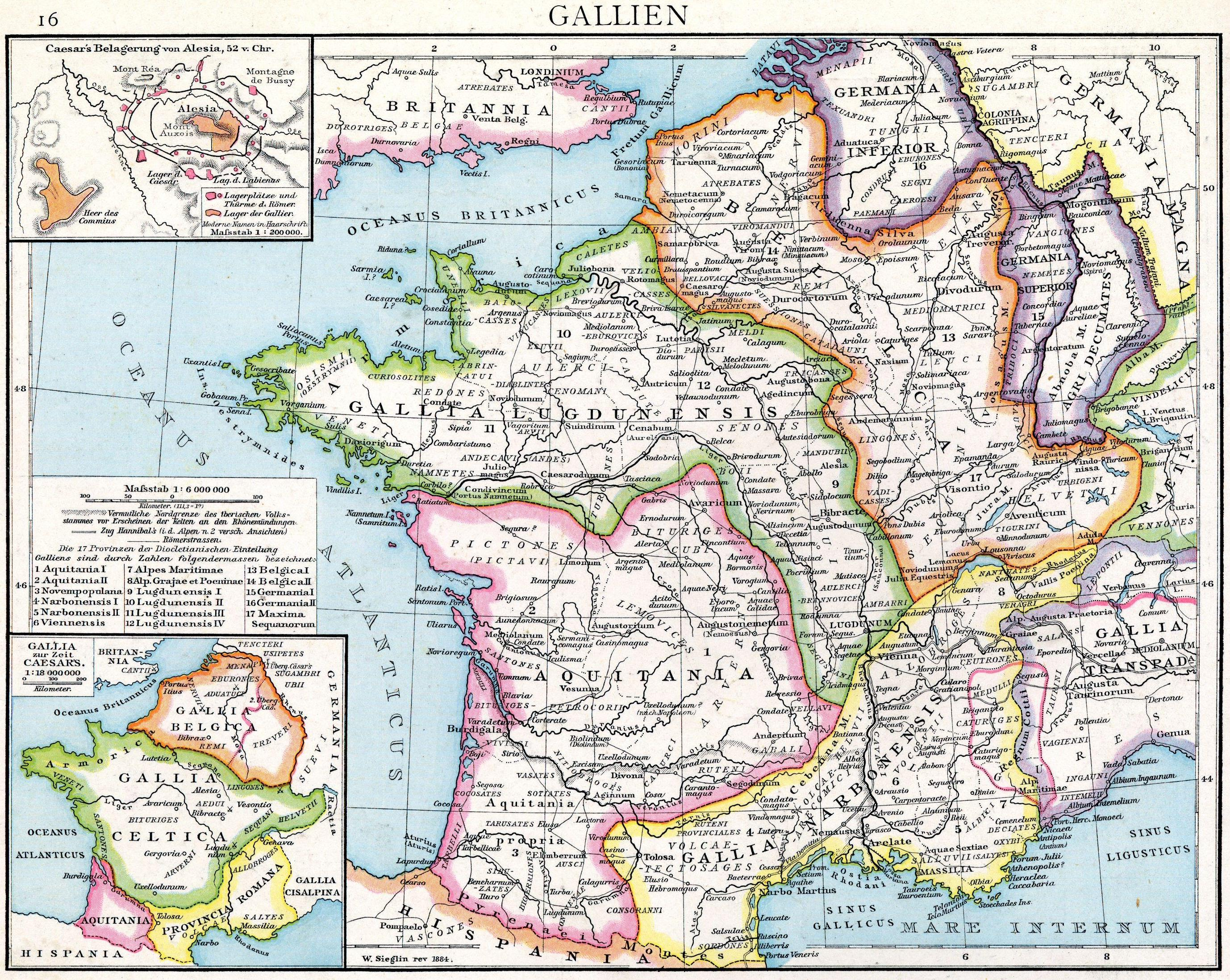
Localizzazione dei Volci Arecomici nella Gallia Narbonense

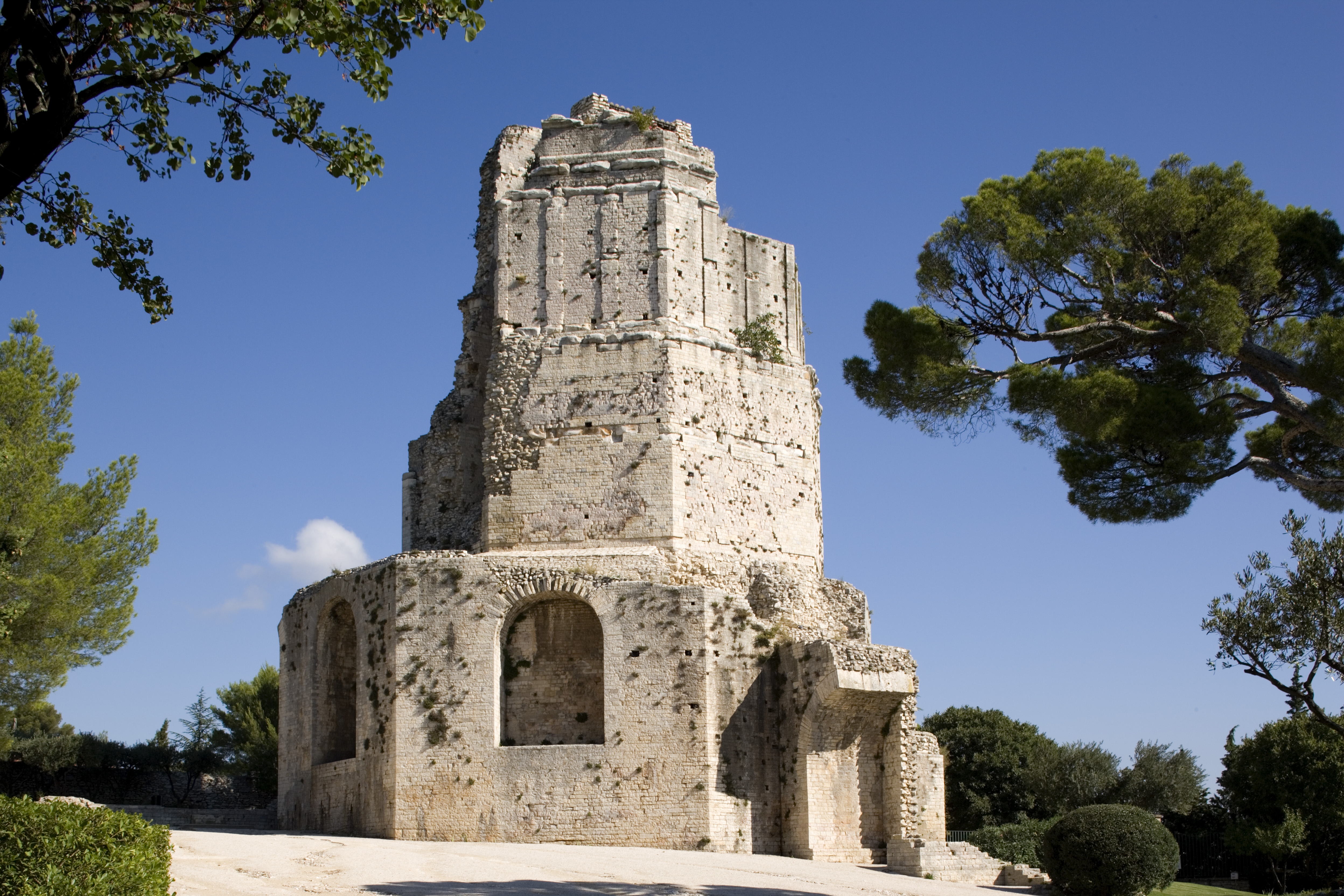
La Torre Magna di Nîmes

I Volci Arecomici erano una tribù del popolo celtico dei Volci che giunse nel sud della Gallia nel III secolo a.C., proveniente dalla regione danubiana.
Secondo Strabone essi vivevano sulla riva occidentale del percorso inferiore del Rodano, praticando la caccia e una rudimentale agricoltura.
Tra il III ed il II secolo a.C. un nucleo di Volci si insediò nei pressi di una sorgente ai piedi del Mont Cavalier, al centro di quella che diventerà la città attuale di Nîmes. Successivamente altri nuclei si insediarono nei pressi del luogo che quindi iniziò ad essere occupato in modo permanente e ad essere fortificato. Sulla cima della collina viene eretta una torre, detta Torre Magna, che sarà poi integrata nelle successive fortificazione romane. Questo nucleo era conosciuto con il nome di Nemausus, dal dio celtico che veniva adorato nel luogo. Nemausus divenne il principale luogo di aggregazione e di scambi commerciali della zona e quindi di fatto la capitale dei Volci Arecomici.
Nel 121 a.C., durante la campagna condotta dal console romano Gneo Domizio Enobarbo contro gli Allobrogi, i Volci Arecomici di loro iniziativa si consegnarono ai romani. Nel periodo successivo di pacificazione essi occuparono la zona fra la Garumna (Garonna), i Cebenna mons (Cévennes), e il Rodano, corrispondente ad consistente parte della appena costituita provincia romana della Gallia Transalpina (che sarebbe poi diventata la provincia della Gallia Narbonense).
Nel 118 a.C. i Romani fondarono la città di Narbo Martius in una zona dove i Volci Arecomici avevano realizzato un oppidum su una collina chiamata oggi Montlaurès, a circa quattro chilometri a nord nell'attuale città di Narbonne. La città divenne in breve un'importante base celtica che superò Nemausus per numero di abitanti e importanza commerciale, diventando la capitale della Gallia Narbonense.
Altre città importanti del territorio occupato dai Volci erano Luteva (Lodève) e Baeterra (Béziers).